# Слинин, Ярослав Анатольевич
Яросла́в Анато́льевич Слинин (род. 31 января 1932, опытная станция Стремутка, Псковского района, Псковская область) — советский и российский философ

, логик, феноменолог. Один из создателей серии книг «Слово о сущем» издательства «Наука» (входит в редакционный совет). Профессор Института философии Санкт-Петербургского государственного университета, заведующий кафедрой логики (1984—1999).

## Биография
В 1956 году окончил Ленинградский политехнический институт имени М. И. Калинина. С 1960 по 1963 год учился в аспирантуре философского факультета Ленинградского государственного университета им. А. А. Жданова.
Научно педагогическая деятельность Я. А. Слинина в университете началась в сентябре 1965 года с чтения курса логики после защиты кандидатской диссертации «Развитие новых идей в современной модальной логике» (ЛГУ, 1965). Докторская диссертация: «Алетическая модальная логика и её философское значение», МГУ, 1981.
За 34 года научно-педагогической деятельности на философском факультете СПбГУ Я. А. Слинин помимо общих разработал и читал ряд специальных курсов по логике и философии, среди которых «Логика Аристотеля», «Модальная логика», «Логическая семантика», «Феноменологическая философия Э. Гуссерля», «Логика и феноменология», «История логики» и др.
Круг научных интересов — история логики, алетическая логика, модальная логика, диалектическая логика, семантика, античная философия, восточная патристика, феноменология, cogito, радикальное сомнение, достоверность, трансцендентальная субъективность, интерсубъективность, история русской философии, этика.